# Lobato (Paraná)
Lobato é um município brasileiro do estado do Paraná.

## História
Os primeiros moradores da localidade onde hoje se encontra o município de Lobato se estabeleceram no ano de 1948, numa região situado no lado setentrional do Paraná, nas terras roxas, onde o ciclo cafeeiro no período de duas décadas, atraiu migrantes de todo o país, e, especialmente de São Paulo, de onde herdou os padrões culturais.
Criado através da Lei Estadual nº 2804 de 31 de julho de 1956, e instalado em 14 de dezembro do mesmo ano e foi desmembrado de Astorga.

## Geografia
Possui uma área de 240,904 km² representando 0,1209 % do estado, 0,0427 % da região e 0,0012 % de todo o território brasileiro. Localiza-se a uma latitude 23º00'28" sul e a uma longitude 51º57'03" oeste, estando a uma altitude de 450 metros. Sua população estimada em 2005 era de 4.253 habitantes.[carece de fontes?]

### Demografia
Dados do IBGE - 2014
População total: 4 658
- Urbana: 3 366
- Rural: 698
- Homens: 2 084
- Mulheres: 1 980

Índice de Desenvolvimento Humano Municipal (IDH-M): 0,795
- IDH-Renda: 0,701
- IDH-Longevidade: 0,828
- IDH-Educação: 0,856

Origem do nome: homenagem ao Historiador Monteiro Lobato.

## Administração
- Prefeito(a): Tânia Martins Costa (2017/2020)
- Vice-prefeito: Junior